# K-Dee
Darrel Johnson, znany jako K-Dee – amerykański raper z South Central Los Angeles. Wydał jeden solowy album Ass, Gas, or Cash (No One Rides for Free) w 1994 roku. Karierę zaczynał jako Kid Disaster w grupie C.I.A. wraz z Ice Cubem i Sir Jinx'em. Z zespołem wydał demo My Posse. Wystąpił także na składance The Lawhouse Experience, Volume One oraz w dwóch utworach z płyty The Dude Devina The Dude.

## Dyskografia

### Albumy
| Rok  | Tytuł                                     | Najwyższa pozycja | Najwyższa pozycja      |
| Rok  | Tytuł                                     | Heatseekers       | Top R&B/Hip-Hop Albums |
| ---- | ----------------------------------------- | ----------------- | ---------------------- |
| 1994 | Ass, Gas, or Cash (No One Rides for Free) | 20                | 33                     |

### Single
| Rok  | Tytuł                          | Album                                     |
| ---- | ------------------------------ | ----------------------------------------- |
| 1994 | "Thought I Saw a Pussy Cat"    | Ass, Gas, or Cash (No One Rides for Free) |
| 1994 | "Hittin' Corners"              | Ass, Gas, or Cash (No One Rides for Free) |
| 1994 | "The Freshest MC in the World" | Ass, Gas, or Cash (No One Rides for Free) |

### Występy gościnne
- "Make It Ruff, Make It Smooth" z płyty Lethal Injection Ice Cube'a (1993)
- "H.O.E.K." z płyty Mack 10 Macka 10 (1995)
- "Supersperm" z płyty Los Angeles Skanless Causiona (1995)
- "Ain't No Bustas This Way" z płyty Re-Birth Dazzie Dee (1996)
- "Do You Like Criminals?" z płyty Bow Down Westside Connection (1996)
- "World Wide" ze składanki The Lawhouse Experience, Volume One (1997)
- "One Day At a Time" i "Can't Change Me" z płyty The Dude Devina the Dude (1998)